# Galagoides orinus
Galagoides orinus là một loài động vật có vú trong họ Galagidae, bộ Linh trưởng. Loài này được Lawrence & Washburn mô tả năm 1936.